# Martino Longhi l'Ancien
Pour les articles homonymes, voir Famille Longhi et Longhi.
Martino Longhi l'Ancien (Viggiù, 1534 - Rome 11 juin 1591) est un architecte italien du XVIe siècle, père de Onorio Longhi et grand-père de Martino Longhi le Jeune (it).

## Biographie
Membre d'une dynastie d'architectes originaires de Viggiù, en Lombardie, Martino Longhi (dit l'ancien pour le distinguer de son petit-fils) travailla d'abord en Allemagne pour la famille des Altemps (it), apparentés avec les Borromeo lombards. Plus tard, il fut engagé par Pie V pour collaborer avec Giorgio Vasari et Vignole au chantier de la basilique de Santa Croce (it) à Bosco Marengo, son bourg natal (1566-1572).
S'étant établi à Rome à partir de 1569, Longhi travailla au Palazzo Altemps, à la villa Borghese (cour intérieure à colonnes couplées, inspirée sans doute de réalisations de Pellegrino Tibaldi) et il fit les projets des églises Santa Maria della Consolazione et San Girolamo degli Schiavoni.
De lui également est la tour du Palazzo Senatorio au Campidoglio, sur deux niveaux et bien plus élevée que le projet initial de Michel-Ange.

## Œuvres
- Église Santa Maria della Consolazione, Rome
- Église San Girolamo degli Schiavoni, Rome
- Tour du Palazzo Senatorio, Piazza Campidoglio, Rome
- Palazzo Poli, Rome situé à l'arrière de la fontaine de Trévi.
- Palazzo di Mondragone, Frascati, Rome
- Palazzo Borghese, Rome
- Palazzo Altemps, Rome
- Église San Vincenzo e Anastasio, Rome

## Sources